# Volos Football Club
Le Vólos Néos Podosferikós Sýllogos (en grec moderne : Βόλος Νέος Ποδοσφαιρικός Σύλλογος / « Vólos Nouveau club de football »), plus couramment abrégé en Vólos NPS (en Βόλος Ν.Π.Σ.), est un club grec de football fondé en 2017 et basé dans la ville de Vólos.
Le club évolue depuis la saison 2019-2020 en première division.

## Histoire
Le club est fondé le 2 juin 2017 dans la ville de Vólos en Grèce. Le nouveau club récupère la place du MAS Pydna Kitrosen troisième division. Dès sa première saison, le Volos FC obtient sa promotion en deuxième division.
Pour sa première participation à la deuxième division, le club est sacré champion, et gagne sa place pour la première division pour la saison 2019-2020.

## Palmarès
| Compétitions nationales |
| --- |
| - Championnat de Grèce de deuxième division (1) : - Champion : 2018-2019. - Championnat de Grèce de troisième division (1) : - Champion : 2017-2018. |

## Personnalités du club

### Présidents
- Georgios Spyridopoulos
- Achiléas Mpéos

### Entraîneurs
| - Juan Ferrando (2017 - 2020) - Víctor Basadre (2020) - Alberto Gallego (2020) | - Stefanos Xirofotos (2020) - Sakis Tsiolis (2020) - Ángel López (2020 - 2021) | - Konstantinos Bratsos (2021) - Guillermo Abascal (2021 ) - Konstantinos Bratsos (depuis 2021) |

## Identité visuelle

Ancien logo
Logo actuel